# 曼威
曼威·甦利繆（Manwë Súlimo），主神語是Mânawenûz。是英國作家約翰·羅納德·瑞爾·托爾金的史詩式奇幻小說《精靈寶鑽》中的人物。曼威（Manwë）的意思是「良善、純淨」，甦利繆（Súlimo）的意思是「氣息，風」，米爾寇的雙生兄弟，大氣之神，氣息和風之主宰（Lord of the Winds），阿爾達之王（King of Arda），維拉之首（the King of the Valar）:35，雅睿塔爾之一，眾神之王。他住在地球上最高的泰尼魁提爾山（Mount Taniquetil）最高峰，風和大氣是他的僕人。
曼威擁有藍瞳仁，喜歡穿戴藍色長袍。配偶是維拉星辰女神瓦爾妲。他的青玉權杖由諾多族打造。凡雅族是他喜愛的精靈種類，並且與他們居住在泰尼魁提爾山上。

## 人物
曼威（跟米爾寇）是最老的埃努，最瞭解伊露維塔的思維。當米爾寇在埃努的大樂章大加破壞的時候，曼威便接管及帶領歌曲對抗米爾寇。當阿爾達形成後，曼威被任命統治阿爾達。曼威是一個親切，慈悲的統治者，對自己強大的力量不感興趣。他不像自己的兄弟，他沒有邪惡的概念。他決定將米爾寇從曼督斯釋放，最後卻導致費諾的不信任、雙聖樹之毒害、諾多族最高君王芬威（Finwë）的被殺、精靈寶鑽被偷竊、和諾多族的動亂。但他也有偉大的功績，他鼓舞艾爾達、下令塑造太陽和月亮、他知道亞塔尼（Atani）（人類）很快便來臨，就下令巨鷹之王索隆多（Thorondor）觀察和保護他們、打敗魔苟斯將他驅逐出宇外。在末日終戰（Final Battle）中，當魔苟斯逃脫出空虛之境，據說阿爾達最高君王和天魔王將在維林諾平原一決勝負，但他們最後將不會互相殺害，魔苟斯另有終局。

## 影響
一顆2003年發現的小行星（385446）被命名為「曼威」。